# Пещера Палласа
Пещера Палласа (КН 155-4, укр. Печера Палласа) — карстовая раскрытая полость (шахта) на склоне горы Тарпанбаир, в горном массиве Ай-Петри в Крыму. Имеет два входа.

## Описание
Вертикального типа, Категория трудности — 1. Протяжённость — 45 м, глубина — 22 метра, площадь — 170 м².
Названа в честь академика-натуралиста Пьера-Симона Палласа (1741—1811), — выдающегося исследователя природы Крыма, автора «Краткого физического и топографического описания Таврической области» (1795). Название пещере Палласа присвоено севастопольскими спелеологами в 1966 году в связи с 225-летием со дня рождения этого ученого.
Пещера имеет два входа: широкий вертикальный и узкий горизонтальный (так называемый Лисий). Большинство спелеотуристов посещает пещеру через 20-метровый вертикальный вход. На дне конус, сформированный валунами, почвой и обломками веток. Пещера богата разнообразными натёчными образованиями. Поскольку верёвка висит вдалеке от стен, эти натёки не испорчены ботинками и окрашены в свои природные цвета. Из Нисходящего угла первого зала через узкую высокую щель между сталагнатами можно войти в тесноватую комнату, откуда пещера узкой щелью уходит в глубину. В конце Боковой угол первого зала — анфилада небольших комнат, богато украшенных натёками. Некоторые из них отполированы: перемещаться из комнаты в комнату человек может, только держась за натёки. В дальней комнате меняется запах и температура: сюда задувает ветер из ближайшей воронки.